# 西山天王山駅

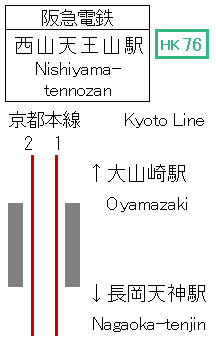
配線図

西山天王山駅（にしやまてんのうざんえき）は、京都府長岡京市友岡四丁目にある、阪急電鉄京都本線の駅。駅番号はHK-76。

## 概要
2013年（平成25年）12月21日に開業。長岡天神駅と大山崎駅の間、京都縦貫道との交差地点に設置された。
当初は2013年春に開業予定だったが、2012年（平成24年）3月30日の駅名の決定と同時に開業時期の延期が発表され、翌2013年6月5日に同年12月21日の開業決定が発表された。駅名の正式決定前は「南長岡京市駅」という仮称が使われていた。同年11月22日には、コンセプトワードとして「つながる ひろがる かなであう」、駅から直接アクセスできる観光スポットをイメージした「シンボルビジュアル」が制定された。
なお、当駅の開業日には、阪急電鉄で駅ナンバリングの導入（当駅はあらかじめナンバリング設定済み）、三宮駅（現在の神戸三宮駅）など4駅で駅名変更が実施された。

## 歴史
- 2013年（平成25年）12月21日：京都本線の長岡天神駅 - 大山崎駅間に、駅新設開業[1][2][6][7]。

## 駅構造
相対式ホーム2面2線を有する地上駅である。
改札口は東西に2箇所あり、互いのホームは地下道で連絡している。また、ホームと改札口を結ぶエレベーターが2基、エスカレーターが4基設置されている。
トイレは東改札内にある。
駅舎は、和風を基調にしながらも現代風にアレンジした「和モダン」を基本コンセプトとしている。また、高速道路の高架下という立地のため、駅舎正面はガラス張りとされ、外光をより多く採り入れられる構造となっている。
なお、駅の整備に際して駅舎整備費用の約20億円は阪急電鉄と長岡京市が折半し、駅前広場は市側が負担した費用により整備された。
直上を走る京都縦貫道には、当駅の開業に合わせて新たに「高速長岡京バスストップ」が設けられ、エレベーターを介して当駅の東口と連絡している。

### のりば
| 号線 | 路線      | 方向 | 行先                                 |
| ---- | --------- | ---- | ------------------------------------ |
| 1    | ■京都本線 | 上り | 京都河原町・嵐山方面                 |
| 2    | ■京都本線 | 下り | 高槻市・淡路・大阪梅田・天下茶屋方面 |

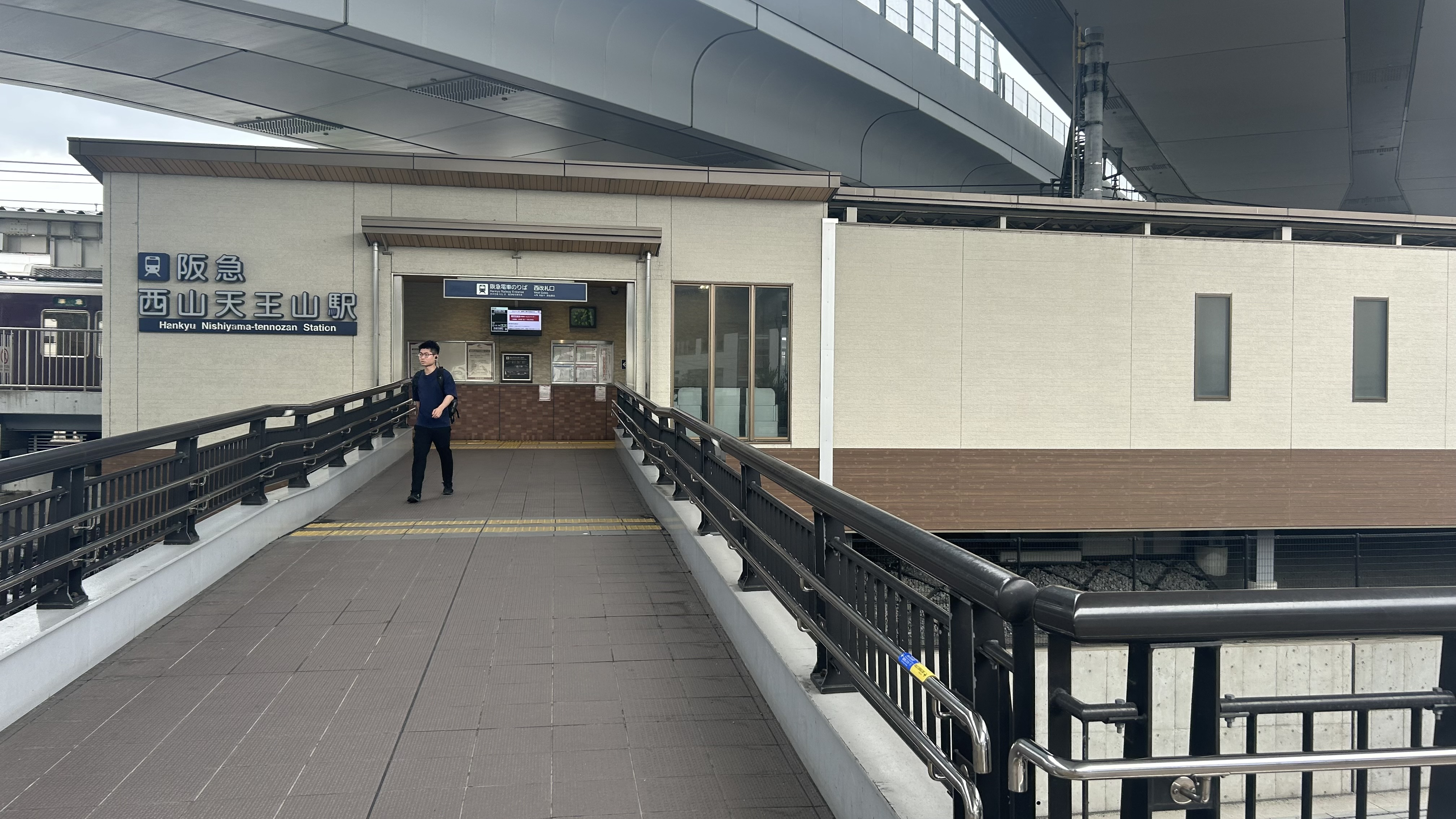
西口
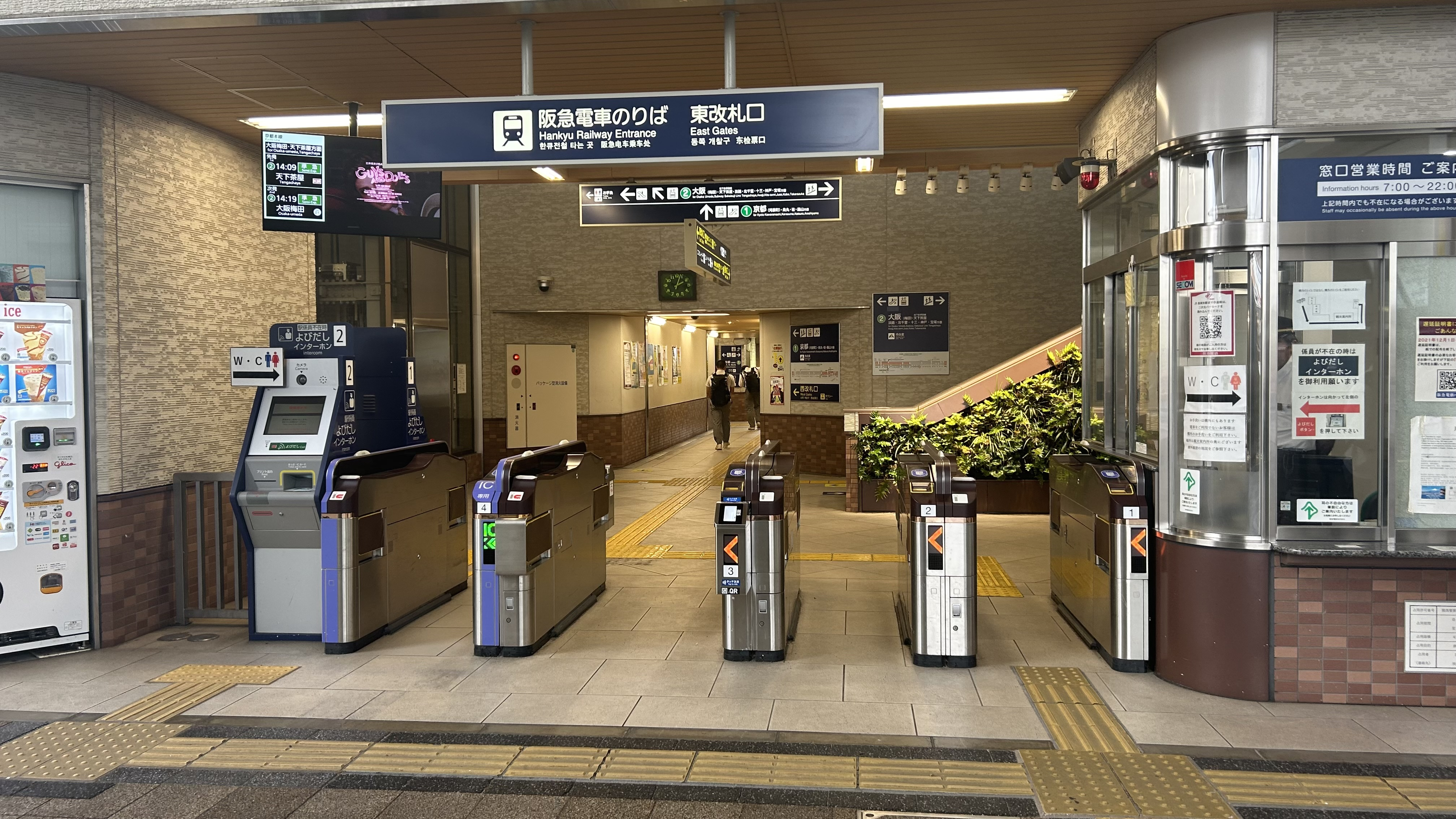
東改札口
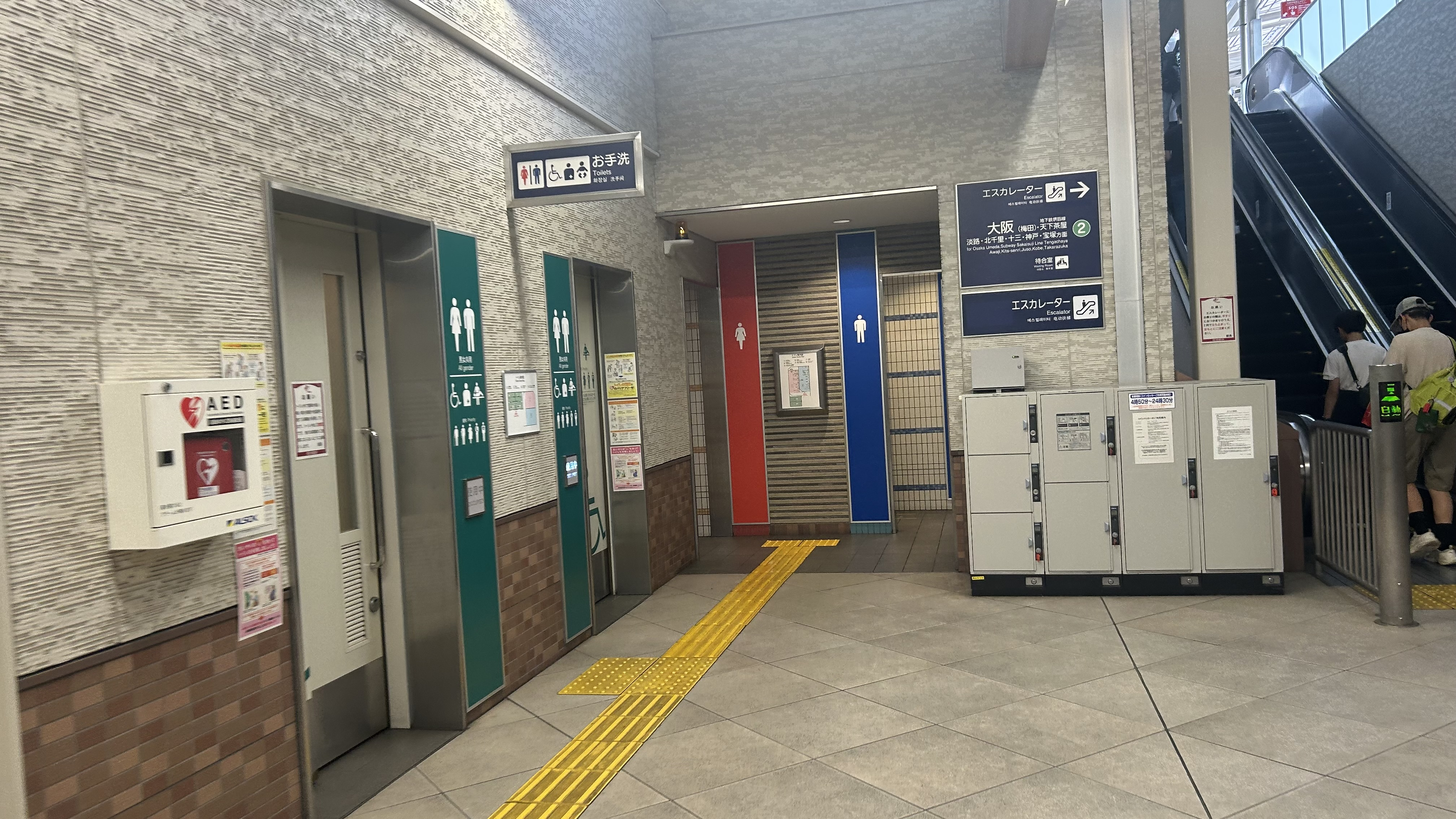
トイレ
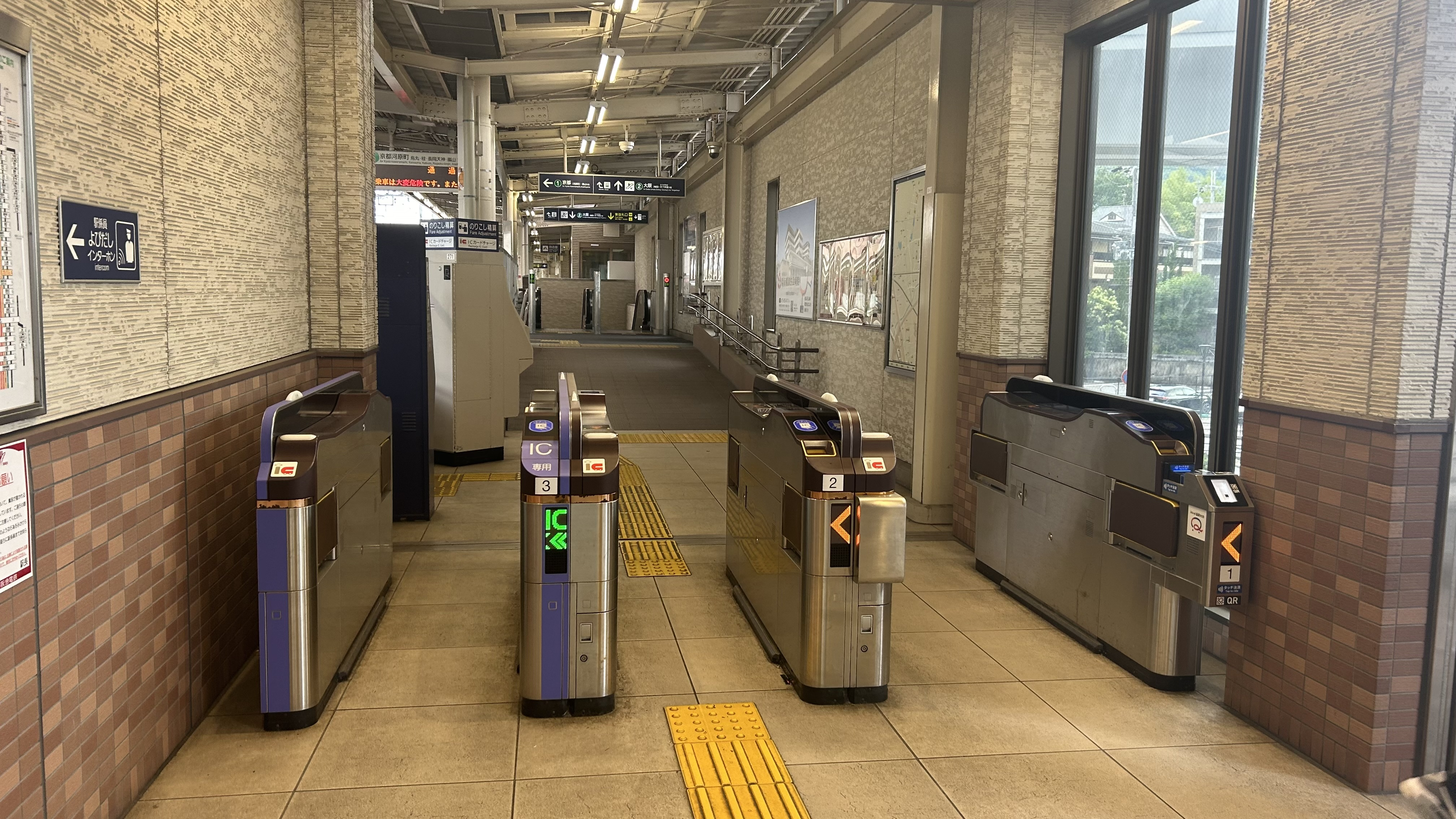
西改札口
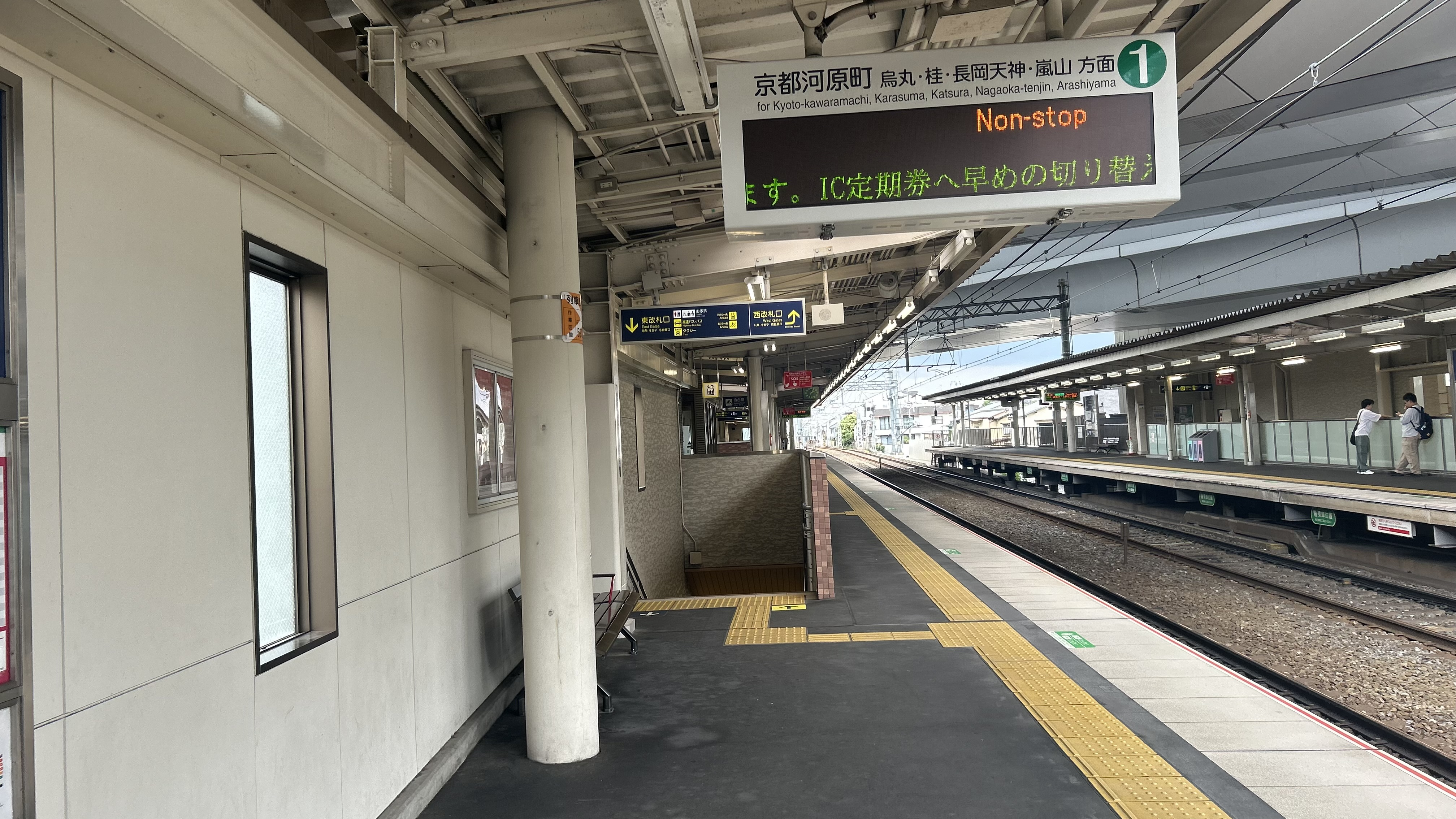
1号線ホーム
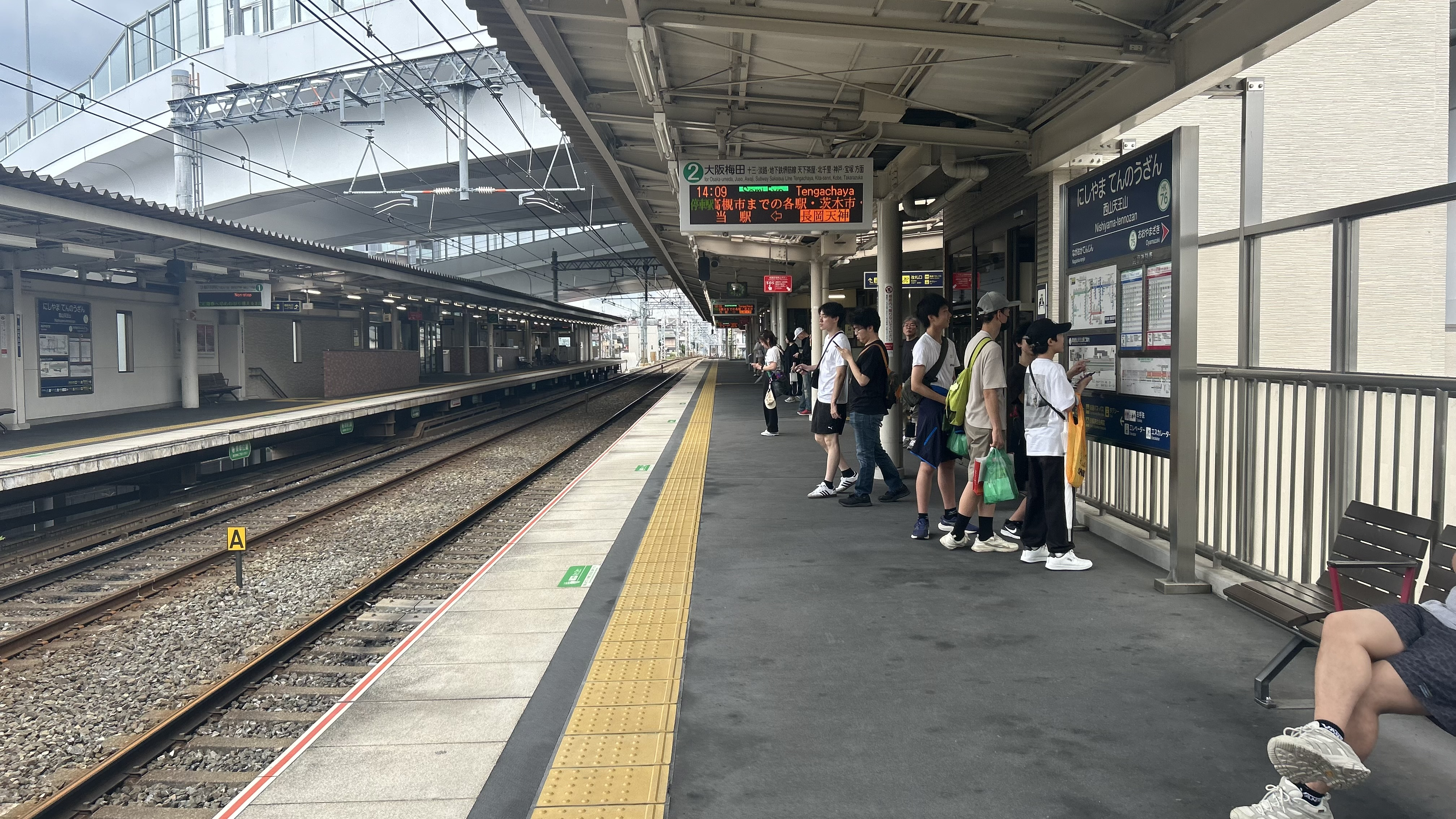
2号線ホーム
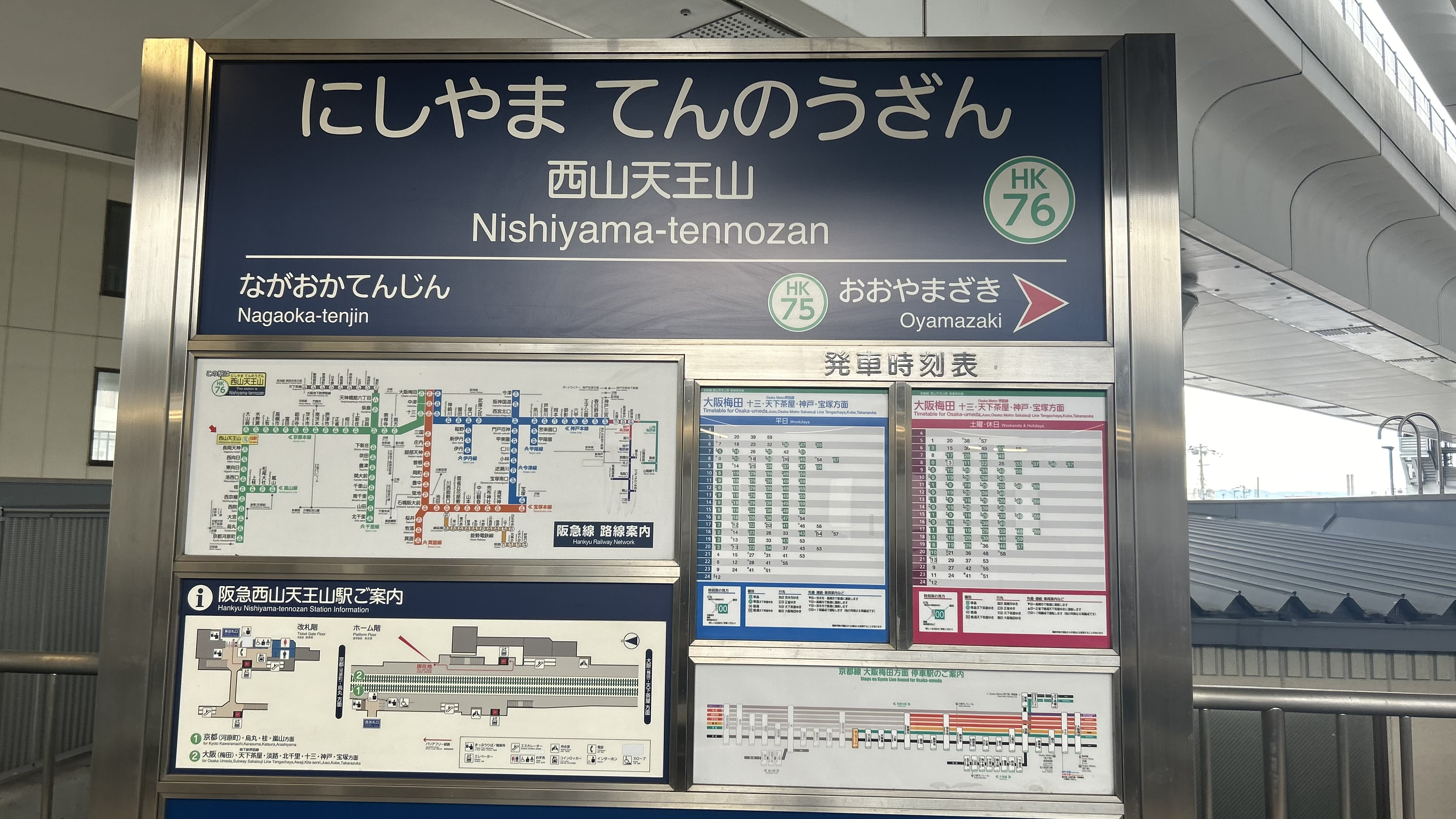
駅名標

## 利用状況
2023年（令和5年）の1日あたりの通年平均乗降人員は12,690人で、阪急全線では57位。
開業当初予測していた1日あたりの乗降客数は8千人であったが、利用者を順調に増やしていき2022年度には高槻市駅以東の急行通過駅で最多の数値となった。

### 年次別利用状況
各年次の乗降人員の推移は下表の通り。
| 年次               | 乗降人員 | 順位 | 出典       |
| ------------------ | -------- | ---- | ---------- |
| 2017年（平成29年） | 11,508   | 63位 | [ 阪急 1 ] |
| 2018年（平成30年） | 11,801   | 62位 | [ 阪急 2 ] |
| 2019年（令和元年） | 12,333   | 61位 | [ 阪急 3 ] |
| 2020年（令和02年） | 9,459    | 61位 | [ 阪急 4 ] |
| 2021年（令和03年） | 10,044   | 60位 | [ 阪急 5 ] |
| 2022年（令和04年） | 11,294   | 59位 | [ 阪急 6 ] |
| 2023年（令和05年） | 12,690   | 57位 |            |

### 年度別利用状況
各年度の利用状況は下表の通り。
| 年度               | 乗車人員 | 降車人員 | 乗降人員 | 出典          | 出典            |
| 年度               | 乗車人員 | 降車人員 | 乗降人員 | 京都府        | 長岡京市        |
| ------------------ | -------- | -------- | -------- | ------------- | --------------- |
| 2013年（平成25年） | 3,265    | 3,003    | 6,268    | [ 京都府 1 ]  | [ 長岡京市 1 ]  |
| 2014年（平成26年） | 3,420    | 3,118    | 6,538    | [ 京都府 2 ]  | [ 長岡京市 2 ]  |
| 2015年（平成27年） | 5,943    | 5,709    | 11,652   | [ 京都府 3 ]  | [ 長岡京市 3 ]  |
| 2016年（平成28年） | 6,250    | 5,994    | 12,244   | [ 京都府 4 ]  | [ 長岡京市 4 ]  |
| 2017年（平成29年） | 6,715    | 6,546    | 13,261   | [ 京都府 5 ]  | [ 長岡京市 5 ]  |
| 2018年（平成30年） | 6,905    | 6,679    | 13,584   | [ 京都府 6 ]  | [ 長岡京市 6 ]  |
| 2019年（令和元年） | 7,412    | 7,283    | 14,695   | [ 京都府 7 ]  | [ 長岡京市 7 ]  |
| 2020年（令和02年） | 5,746    | 5,720    | 11,466   | [ 京都府 8 ]  | [ 長岡京市 8 ]  |
| 2021年（令和03年） | 6,625    | 6,573    | 13,198   | [ 京都府 9 ]  | [ 長岡京市 9 ]  |
| 2022年（令和04年） | 7,455    | 7,402    | 14,857   | [ 京都府 10 ] | [ 長岡京市 10 ] |

## 駅周辺
広範囲にわたって住宅街が続いている。
- 京都縦貫自動車道長岡京インターチェンジ・高速長岡京バスストップ（当駅の東口とエレベーターで直結）[10]
- 天王山（小倉神社からの登山道の最寄駅）
- サントリービール京都ビール工場
- 向日町警察署西山天王山交番 - 当駅開業後の翌年2014年4月、東口に開設した[11]。
- 京都府立西乙訓高等学校
- 立命館中学校・高等学校 - 2014年9月1日に京都市伏見区から移転[9]。
- 京都府道10号大山崎大枝線（丹波街道）
- 京都府道67号西京高槻線（西国街道 新道・旧道）
- 京都府道204号奥海印寺納所線
- 万代 長岡京店
- ラブリー円明寺（スーパーマーケット）

## バス路線
東口のロータリーに阪急バスと京都京阪バスが乗り入れ、以下の路線を運行している。この他、京阪バスが京都競馬開催時に京都競馬場線を運行する。
停留所名は阪急バス・京都京阪バスが「阪急西山天王山駅」、京阪バスが「阪急西山天王山」。

### 阪急バス
阪急バスは全便大山崎営業所担当。
| のりば | 路線名   | 系統・行先                           | 備考       |
| ------ | -------- | ------------------------------------ | ---------- |
| 1      | 長岡京線 | 1系統：金ヶ原方面                    |            |
| 1      | 長岡京線 | 3系統：JR長岡京駅（西口）→49系統直通 |            |
| 1      | 長岡京線 | 5系統：光風台・美竹台方面            | 13時台まで |
| 1      | 長岡京線 | 6系統：美竹台・光明寺方面            | 14時台以降 |
| 2      | 長岡京線 | 48系統：新山崎橋                     |            |

#### 京都京阪バスとの共管系統
京都京阪バスの乗り入れは阪急バスとの共同運行である八幡営業所の淀長岡京線90号経路のみ（阪急バスとは路線名が異なる）。
| のりば | 路線名     | 系統・行先                 |
| ------ | ---------- | -------------------------- |
| 1      | 長岡京淀線 | 90系統：JR長岡京駅（西口） |
| 2      | 長岡京淀線 | 90系統：京阪淀駅           |

### 高速バス
高速バスは、駅直上の「高速長岡京バスストップ」に停車する。高速バス利用者のためにパークアンドライド用の駐車場が設置されている。

## 駅の現状
当駅の開業後、京都・大阪方面への通学・通勤や立命館中学校・高等学校の移転の効果もあり、予測を上回る乗降客数となっている。
その一方で、当駅に連絡している「高速長岡京バスストップ」の存在を知らない周辺住民が6割もいたことが長岡京市が実施した調査で明らかとなっている。停車する高速バスの本数は開業初年の2013年に18便でスタート、2015年4月の86便をピークに減少し続けている（2017年時点では69便、2018年時点では65便）。減少の理由として、名神高速道路を走行するバスの場合、バス停車のために大山崎JCTから長岡京ICを一度下りてUターンして再度長岡京ICから入ることによって追加料金が発生することが事業者の負担となっていることが背景にある。また、長岡京市がバス利用者に実施したアンケートでは、バス停周辺に店舗が少ないこと、待合室がないこと（バスストップはベンチがあるのみ）が不満として挙げられている。

## 隣の駅

### 阪急電鉄
■京都本線
■快速特急・■特急・■通勤特急・■準特急・■急行
通過
■準急・■普通
大山崎駅 (HK-75) - 西山天王山駅 (HK-76) - 長岡天神駅 (HK-77)

### 記事本文

### 利用状況
1. 1 2  駅別乗降人員 - 阪急電鉄
2. ↑  京都府統計書 - 京都府
3. ↑  長岡京市統計書 - 長岡京市

阪急電鉄
1. ↑  阪急電鉄. “駅別乗降人員（2017年 通年平均）”. 2018年9月17日時点のオリジナルよりアーカイブ。2024年10月16日閲覧。
2. ↑  阪急電鉄. “駅別乗車人員（2018年 通年平均）”. 2024年4月29日時点のオリジナルよりアーカイブ。2024年10月16日閲覧。
3. ↑  阪急電鉄. “駅別乗車人員（2019年 通年平均）”. 2024年4月29日時点のオリジナルよりアーカイブ。2024年10月16日閲覧。
4. ↑  阪急電鉄. “駅別乗車人員（2020年 通年平均）”. 2024年4月29日時点のオリジナルよりアーカイブ。2024年10月16日閲覧。
5. ↑  阪急電鉄. “駅別乗車人員（2021年 通年平均）”. 2024年4月29日時点のオリジナルよりアーカイブ。2024年10月16日閲覧。
6. ↑  阪急電鉄. “駅別乗車人員（2022年 通年平均）”. 2024年4月29日時点のオリジナルよりアーカイブ。2024年10月16日閲覧。

京都府統計書
1. ↑  平成25年京都府統計書 10-1.鉄道乗車人員  (Microsoft Excelの.xls)
2. ↑  平成26年京都府統計書 10-1.鉄道乗車人員  (Microsoft Excelの.xls)
3. ↑  平成27年京都府統計書 10-1.鉄道乗車人員  (Microsoft Excelの.xls)
4. ↑  平成28年京都府統計書 10-1.鉄道乗車人員  (Microsoft Excelの.xls)
5. ↑  平成29年京都府統計書 10-1.鉄道乗車人員  (Microsoft Excelの.xls)
6. ↑  平成30年京都府統計書 10-1.鉄道乗車人員  (Microsoft Excelの.xls)
7. ↑  令和元年京都府統計書 10-1.鉄道乗車人員  (Microsoft Excelの.xls)
8. ↑  令和2年京都府統計書 10-1.鉄道乗車人員  (Microsoft Excelの.xls)
9. ↑  令和3年京都府統計書 10-1.鉄道乗車人員  (Microsoft Excelの.xls)
10. ↑  令和4年京都府統計書 10-1.鉄道乗車人員  (Microsoft Excelの.xls)

長岡京市統計書
1. ↑  長岡京市統計書（平成26年度版） (PDF)
2. ↑  長岡京市統計書（平成27年度版） (PDF)
3. ↑  長岡京市統計書（平成28年度版） (PDF)
4. ↑  長岡京市統計書（平成29年度版） (PDF)
5. ↑  長岡京市統計書（平成30年度版） (PDF)
6. ↑  長岡京市統計書（令和元年度版）
7. ↑  長岡京市統計書（令和2年度版）  (Microsoft Excelの.xls)
8. ↑  長岡京市統計書（令和3年度版）  (Microsoft Excelの.xls)
9. ↑  長岡京市統計書（令和4年度版）  (Microsoft Excelの.xls)
10. ↑  長岡京市統計書（令和5年度版）  (Microsoft Excelの.xls)